# Barleria steudneri
Barleria steudneri är en akantusväxtart som beskrevs av C. B. Cl.. Barleria steudneri ingår i släktet Barleria och familjen akantusväxter. Inga underarter finns listade i Catalogue of Life.